# Miss Possessive Tour
Il Miss Possessive Tour è il terzo tour musicale della cantante canadese Tate McRae, a supporto del suo terzo album in studio So Close to What (2025).

## Scaletta

### Leg latinoamericana
1. Sports Car
2. 2 Hands
3. Hurt My Feelings
4. Uh Oh
5. Dear God
6. Cut My Hair
7. You Broke Me First
8. Run for the Hills
9. Siren Sounds
10. It's OK I'm OK
11. Exes
12. She's All I Wanna Be
13. Revolving Door
14. Bloodonmyhands
15. 10:35
16. Greedy

### Leg europea e nordamericana
Act I
1. Miss possessive
2. No I'm not in love
3. 2 hands
4. guilty conscience

Act II
1. Purple lace bra
2. Like I do
3. uh oh
4. Dear god
5. Siren Sounds

Act III
1. Greenlight
2. Nostalgia
3. that way / chaotic / one day
4. you broke me first
5. run for the hills

Act IV
1. Exes
2. Bloodonmyhands
3. she's all I wanna be
4. Revolving door
5. It's ok I'm ok

Act V
1. Sports car
2. Greedy

Variazioni
- Durante lo show del 4 agosto a Vancouver, Purple lace bra è stata omessa, feel like shit è stata aggiunta come quarta canzone del medley e Just Keep Watching è stata eseguita per la prima volta in anteprima mondiale come penultimo brano.

## Date del tour
| Data              | Città               | Stato           | Luogo                       | Artista d'apertura |
| America Latina    | America Latina      | America Latina  | America Latina              | America Latina     |
| ----------------- | ------------------- | --------------- | --------------------------- | ------------------ |
| 18 marzo 2025     | Città del Messico   | Messico         | Pepsi Centre                | Samuraï            |
| 22 marzo 2025     | Buenos Aires        | Argentina       | Hipódromo de San Isidro     | N.D.               |
| 23 marzo 2025     | Santiago del Cile   | Cile            | Parque Cerrillos            | N.D.               |
| 25 marzo 2025     | Santiago del Cile   | Cile            | Teatro Coliseo              | N.D.               |
| 27 marzo 2025     | Bogotá              | Colombia        | Parque Simón Bolívar        | N.D.               |
| 29 marzo 2025     | San Paolo           | Brasile         | Autódromo de Interlagos     | N.D.               |
| Europa            |                     |                 |                             |                    |
| 7 maggio 2025     | Lisbona             | Portogallo      | MEO Arena                   | Benee              |
| 9 maggio 2025     | Madrid              | Spagna          | Palacio de Vistalegre       | Benee              |
| 13 maggio 2025    | Stoccarda           | Germania        | Hanns-Martin-Schleyer-Halle | Benee              |
| 14 maggio 2025    | Anversa             | Belgio          | Sportpaleis                 | Benee              |
| 16 maggio 2025    | Dublino             | Irlanda         | 3Arena                      | Benee              |
| 17 maggio 2025    | Dublino             | Irlanda         | 3Arena                      | Benee              |
| 19 maggio 2025    | Birmingham          | Regno Unito     | Utilita Arena Birmingham    | Benee              |
| 20 maggio 2025    | Londra              | Regno Unito     | The O2 Arena                | Benee              |
| 23 maggio 2025    | Glasgow             | Regno Unito     | OVO Hydro                   | Benee              |
| 24 maggio 2025    | Manchester          | Regno Unito     | Co-op Live                  | Benee              |
| 27 maggio 2025    | Parigi              | Francia         | Accor Arena                 | Benee              |
| 28 maggio 2025    | Amsterdam           | Paesi Bassi     | Ziggo Dome                  | Benee              |
| 30 maggio 2025    | Copenaghen          | Danimarca       | Royal Arena                 | Benee              |
| 1º giugno 2025    | Stoccolma           | Svezia          | Avicii Arena                | Benee              |
| 3 giugno 2025     | Amburgo             | Germania        | Barclays Arena              | Benee              |
| 4 giugno 2025     | Berlino             | Germania        | Uber Arena                  | Benee              |
| 6 giugno 2025     | Łódź                | Polonia         | Atlas Arena                 | Benee              |
| 8 giugno 2025     | Vienna              | Austria         | Wiener Stadthalle           | Benee              |
| 10 giugno 2025    | Praga               | Repubblica Ceca | O2 Arena                    | Benee              |
| 11 giugno 2025    | Monaco di Baviera   | Germania        | Olympiahalle                | Benee              |
| 13 giugno 2025    | Casalecchio di Reno | Italia          | Unipol Arena                | Benee              |
| 16 giugno 2025    | Colonia             | Germania        | Lanxess Arena               | Benee              |
| 18 giugno 2025    | Zurigo              | Svizzera        | Hallenstadion               | Benee              |
| 22 giugno 2025    | Nottingham          | Regno Unito     | Motorpoint Arena Nottingham | Benee              |
| 24 giugno 2025    | Londra              | Regno Unito     | The O2 Arena                | Benee              |
| 25 giugno 2025    | Manchester          | Regno Unito     | Co-op Live                  | Benee              |
| Nord America      |                     |                 |                             |                    |
| 4 agosto 2025     | Vancouver           | Canada          | Rogers Arena                | Zara Larsson       |
| 5 agosto 2025     | Vancouver           | Canada          | Rogers Arena                | Zara Larsson       |
| 7 agosto 2025     | Edmonton            | Canada          | Rogers Place                | Zara Larsson       |
| 9 agosto 2025     | Winnipeg            | Canada          | Canada Life Centre          | Zara Larsson       |
| 13 agosto 2025    | Saint Paul          | Stati Uniti     | Xcel Energy Center          | Zara Larsson       |
| 15 agosto 2025    | Chicago             | Stati Uniti     | United Center               | Zara Larsson       |
| 16 agosto 2025    | Detroit             | Stati Uniti     | Little Caesars Arena        | Zara Larsson       |
| 19 agosto 2025    | Toronto             | Canada          | Scotiabank Arena            | Zara Larsson       |
| 20 agosto 2025    | Toronto             | Canada          | Scotiabank Arena            | Zara Larsson       |
| 22 agosto 2025    | Ottawa              | Canada          | Canadian Tire Centre        | Zara Larsson       |
| 24 agosto 2025    | Montréal            | Canada          | Bell Centre                 | Zara Larsson       |
| 26 agosto 2025    | Boston              | Stati Uniti     | TD Garden                   | Zara Larsson       |
| 27 agosto 2025    | Boston              | Stati Uniti     | TD Garden                   | Zara Larsson       |
| 29 agosto 2025    | Cleveland           | Stati Uniti     | Rocket Mortgage FieldHouse  | Zara Larsson       |
| 31 agosto 2025    | Baltimora           | Stati Uniti     | CFG Bank Arena              | Zara Larsson       |
| 3 settembre 2025  | New York            | Stati Uniti     | Madison Square Garden       | Zara Larsson       |
| 4 settembre 2025  | New York            | Stati Uniti     | Madison Square Garden       | Zara Larsson       |
| 6 settembre 2025  | Filadelfia          | Stati Uniti     | Wells Fargo Center          | Zara Larsson       |
| 9 settembre 2025  | Atlanta             | Stati Uniti     | State Farm Arena            | Zara Larsson       |
| 11 settembre 2025 | Nashville           | Stati Uniti     | Bridgestone Arena           | Zara Larsson       |
| 13 settembre 2025 | Orlando             | Stati Uniti     | Kia Center                  | Zara Larsson       |
| 14 settembre 2025 | Orlando             | Stati Uniti     | Kia Center                  | Zara Larsson       |
| 16 settembre 2025 | Austin              | Stati Uniti     | Moody Center                | Zara Larsson       |
| 18 settembre 2025 | Dallas              | Stati Uniti     | American Airlines Center    | Zara Larsson       |
| 20 settembre 2025 | Denver              | Stati Uniti     | Ball Arena                  | Zara Larsson       |
| 24 settembre 2025 | San Francisco       | Stati Uniti     | Chase Center                | Zara Larsson       |
| 26 settembre 2025 | Inglewood           | Stati Uniti     | Kia Forum                   | Zara Larsson       |
| 27 settembre 2025 | Inglewood           | Stati Uniti     | Kia Forum                   | Zara Larsson       |
| 2 ottobre 2025    | Seattle             | Stati Uniti     | Climate Pledge Arena        | Alessi Rose        |
| 3 ottobre 2025    | Seattle             | Stati Uniti     | Climate Pledge Arena        | Alessi Rose        |
| 5 ottobre 2025    | Sacramento          | Stati Uniti     | Golden 1 Center             | Alessi Rose        |
| 7 ottobre 2025    | Salt Lake City      | Stati Uniti     | Delta Center                | Alessi Rose        |
| 9 ottobre 2025    | Omaha               | Stati Uniti     | CHI Health Center Omaha     | Alessi Rose        |
| 11 ottobre 2025   | St. Louis           | Stati Uniti     | Enterprise Center           | Alessi Rose        |
| 13 ottobre 2025   | Detroit             | Stati Uniti     | Little Caesars Arena        | Alessi Rose        |
| 15 ottobre 2025   | Pittsburgh          | Stati Uniti     | PPG Paints Arena            | Alessi Rose        |
| 17 ottobre 2025   | Boston              | Stati Uniti     | TD Garden                   | Alessi Rose        |
| 18 ottobre 2025   | New York City       | Stati Uniti     | Madison Square Garden       | Alessi Rose        |
| 21 ottobre 2025   | Chicago             | Stati Uniti     | United Center               | Alessi Rose        |
| 22 ottobre 2025   | Grand Rapids        | Stati Uniti     | Van Andel Arena             | Alessi Rose        |
| 24 ottobre 2025   | Charlotte           | Stati Uniti     | Spectrum Center             | Alessi Rose        |
| 25 ottobre 2025   | Raleigh             | Stati Uniti     | Lenovo Center               | Alessi Rose        |
| 28 ottobre 2025   | Kansas City         | Stati Uniti     | T-Mobile Center             | Alessi Rose        |
| 29 ottobre 2025   | Tulsa               | Stati Uniti     | BOK Center                  | Alessi Rose        |
| 31 ottobre 2025   | Austin              | Stati Uniti     | Moody Center                | Alessi Rose        |
| 1º novembre 2025  | Houston             | Stati Uniti     | Toyota Center               | Alessi Rose        |
| 4 novembre 2025   | Phoenix             | Stati Uniti     | PHX Arena                   | Alessi Rose        |
| 5 novembre 2025   | Phoenix             | Stati Uniti     | PHX Arena                   | Alessi Rose        |
| 7 novembre 2025   | Thousand Palms      | Stati Uniti     | Acrisure Arena              | Alessi Rose        |
| 8 novembre 2025   | Inglewood           | Stati Uniti     | Kia Forum                   | Alessi Rose        |